# 柿木珈琲店
『柿木珈琲店』（かきのきコーヒーてん）は、2014年4月から2017年3月までRKKラジオで日曜午前に放送されていたワイド番組である。

## 概要
日曜のゆったりとした雰囲気のもと、様々な情報や音楽等を送るワイド番組。
柿木綾乃が店長を務める珈琲店に、常連客のミュージシャン・進藤久明を迎えるという設定であり、毎週進藤は生歌を披露していた。

## 出演者

### パーソナリティ
- 柿木綾乃（店長・当時はRKKアナウンサー）
- 進藤久明（常連客のおいちゃん・ミュージシャン）

### リポーター（不定期）
- 宮川理佳[1]
- 常盤よしこ[2]

等

## 放送時間
- 日曜10:10 - 12:59（2014年4月 - 2014年9月・2015年4月 - 2015年9月)[3]
- 日曜10:10 - 12:39(2014年10月 - 2015年3月)[4]
- 日曜10:00 - 12:59(2015年10月 - 2017年3月)[5]

## タイムテーブル
開始から終了迄大きな変動はあまり無かった。当項では、2016年10月改編時の番組表を基にした。

### 10時台
- 10:00
- 10:20 今週の物産館めぐり!!
- 10:45頃 ミニ天気予報

### 11時台
- 11:00 熊日ニュース
- 11:04 エンタメ・マーケ!![6]
- 11:25頃 珈琲ア・ラ・カルト!!
- 11:50頃 今月の歌!

### 12時台
- 12:00 熊日ニュース・天気予報
- 12:10 趣味・趣味ミュージック!![7]